# Gert Van Walle
Gert Van Walle (ur. 7 sierpnia 1987 w Ekeren) – belgijski siatkarz, reprezentant kraju, grający na pozycji atakującego. 
Jego brat bliźniak jest Tom również jest siatkarzem oraz plażowym.

## Sukcesy klubowe
Puchar Belgii:
- 2008, 2009, 2010

Puchar CEV:
- 2008

Mistrzostwo Belgii:
- 2008, 2009
- 2010
- 2018

Superpuchar Belgii:
- 2008, 2009

Puchar Challenge:
- 2011

Mistrzostwo Włoch:
- 2012

## Sukcesy reprezentacyjne
Liga Europejska:
- 2013